# Aethiophysa crambidalis
Aethiophysa crambidalis is een vlinder uit de familie van de grasmotten (Crambidae), uit de onderfamilie van de Glaphyriinae. De wetenschappelijke naam van deze soort is voor het eerst gepubliceerd in 1887 door Pieter Snellen.
De spanwijdte bedraagt 15 tot 16,5 millimeter.
Deze soort komt voor op Curaçao.